# بولا تينوبو

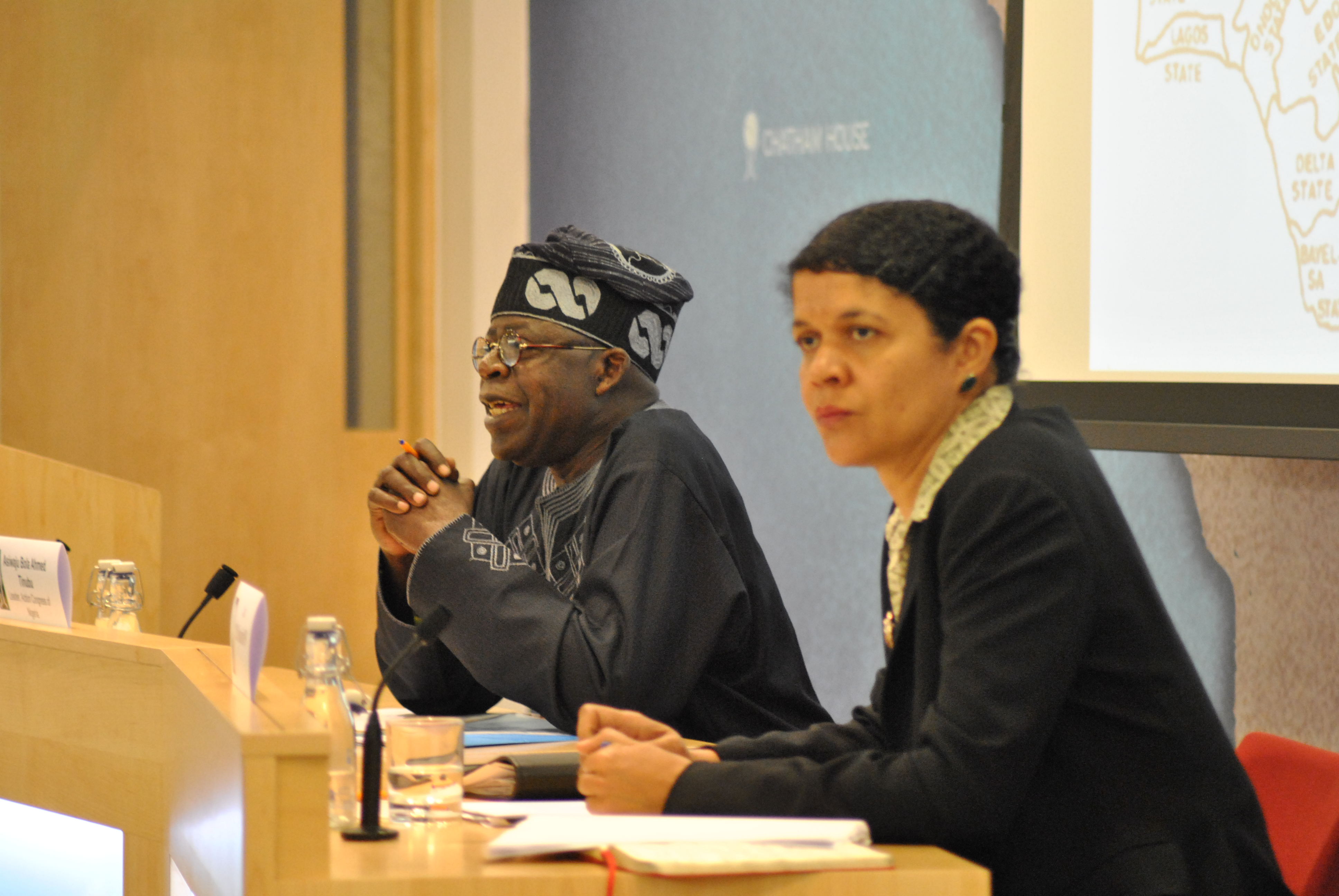
بولا تينوبو مع تشي أونورا

بولا أحمد أديكونلي تينوبو (بالإنجليزية: Bola Ahmed Adekunle Tinubu)، محاسب وسياسي نيجيري، أصبح الرئيس 16 لجمهورية نيجيريا الاتحادية في 29 من شهر مايو عام 2023 بعد فوزه في الانتخابات الرئاسية التي أجريت في 25 من شهر فبراير عام 2023. كان حاكما لولاية لاغوس من 29 مايو 1999، وحتى 29 مايو 2007.
قضى تينوبو حياته المبكرة في جنوب غرب نيجيريا، وانتقل لاحقًا إلى الولايات المتحدة حيث درس المحاسبة في جامعة ولاية شيكاغو. عاد إلى نيجيريا في أوائل الثمانينيات من القرن الماضي، وكان يعمل من لدى شركة موبيل نيجيريا كمحاسب، قبل دخول السياسة كمرشح غرب لاغوس في مجلس الشيوخ في عام 1992 تحت راية الحزب الديمقراطي الاجتماعي. بعد أن حل الديكتاتور ساني أباتشا مجلس الشيوخ في عام 1993، أصبح تينوبو ناشطًا سياسياً من أجل عودة الديمقراطية كجزء من حركة الائتلاف الديمقراطي الوطني. على الرغم من أنه أُجبر على المنفى في عام 1994، إلا أن تينوبو عاد بعد وفاة أباتشا عام 1998 بداية الانتقال إلى الجمهورية الرابعة.
في أول انتخابات حكام الولايات في نيجيريا، فاز تينوبو بهامش واسع كعضو في تحالف الديمقراطية على دابو سارومي الحزب الديمقراطي وحزب جميع الناس ليصبح حاكم ولاية لاغوس في عام 1999 بعد عودة البلاد إلى الحكم الديمقراطي. كما أعيد انتخابه لنفس المنصب في المرة الثانية عام 2003.

## خلفية
ولد تينوبو في لاغوس في عائلة تجارية من حبيبة موغاجي من لاغوس. من المقبول عمومًا في مصادر موثوقة أنه ولد في عام 1952؛ في بعض الأحيان يتنازع المعارضون السياسيون على هذا سنة ميلاده، مجادلين بأنه أكبر بكثير. كما تشير بعض المصادر الموثوقة إلى أنه لم يتم التحقق من عمره.

### تعليم
التحق تينوبو بمدرسة سانت جون الابتدائية، أرولويا في لاغوس قبل الانتقال إلى مدرسة بيت الأطفال في إبادان. أكمل دراساته الجامعية في الولايات المتحدة، أولاً في كلية ريتشارد جيه دالي في شيكاغو ثم في جامعة ولاية شيكاغو. تخرج عام 1979 بدرجة بكالوريوس العلوم في المحاسبة.

### مسيرته المهنية
عمل تينوبو في الشركات الأمريكية آرثر أندرسن وديلويت وشركة جي تي إي للخدمات. بعد عودته إلى نيجيريا في عام 1983، انضم إلى شركة Mobil Oil النيجيرية، وأصبح فيما بعد مديرًا تنفيذيًا للشركة.

## مهنة سياسية مبكرة
بدأت مهنة تينوبو السياسية في عام 1991 عندما انتضم إلى حزب الاجتماع الديمقراطي.

### الجمهورية الثالثة
في عام 1992، انتخب تينوبو عضوا في مجلس الشيوخ النيجيري، ممثلاً لدائرة لاغوس الغربية في الجمهورية النيجيرية الثالثة التي لم تدم طويلاً. بعد إلغاء نتائج الانتخابات الرئاسية في 12 يونيو 1993 من قبل الحكومة العسكرية، أصبح تينوبو عضوًا مؤسسًا للائتلاف الوطني الديمقراطي المؤيد للديمقراطية، وهي مجموعة حشدت الدعم لاستعادة الديمقراطية والاعتراف بموشود أبيولا كفائز في انتخابات 12 يونيو.

### المنفى والعودة
بعد استيلاء الجنرال ساني أباتشا على السلطة كرئيس عسكري للدولة، ذهب تينوبو إلى المنفى في عام 1994 وعاد إلى البلاد في عام 1998 بعد وفاة الدكتاتور العسكري، مما أدى إلى الانتقال إلى جمهورية نيجيريا الرابعة.
في الفترة التي سبقت انتخابات عام 1999، كان بولا تينوبو أحد زعماء حزب التحالف من أجل الديمقراطية (AD) إلى جانب أبراهام أديسانيا وأيو أديبانجو. واستمر في الفوز بالانتخابات التمهيدية لمدينة لاغوس لانتخابات حكام ولاية لاغوس بفوزه على فونشو ويليامز وهاب دوسونمو، وزير الأشغال والإسكان الأسبق. في يناير 1999، ترشح لمنصب حاكم ولاية لاغوس تحت حزب التحالف من أجل الديمقراطية وانتخب حاكمًا.

### حاكم ولاية لاغوس (1999-2007)
خلال السنوات الثماني التي قضاها في الحكومة، بدأ تينيبو بناء طرق جديدة، وهو مطلوب لتلبية احتياجات السكان الذين يتزايد عددهم في الولاية بشكل سريع. فاز تينوبو، جنبًا إلى جنب مع نائب الحاكم الجديد فيمي بيدرو، بإعادة انتخابه لمنصب الحاكم في أبريل 2003. انهزم جميع الولايات الأخرى في الجنوب الغربي أمام حزب الشعب الديمقراطي الحاكم آنذاك في تلك الانتخابات. كان تينوبو متورطًا في صراع مع الحكومة الاتحادية التي يسيطر عليها أولوسيغون أوباسانجو حول ما إذا كان لولاية لاغوس الحق في إنشاء مناطق تنمية جديدة للمجالس المحلية (LCDAs) لتلبية احتياجات عدد سكانها الكبير. أدى الجدل إلى مصادرة الحكومة الاتحادية الأموال المخصصة للمجالس المحلية في الولاية. خلال الجزء الأخير من فترة توليه لمنصبه، كان منخرطًا في اشتباكات مستمرة مع سلطات الحزب الديمقراطي التقدمي مثل أديسيي أوغونليوي، عضو مجلس الشيوخ السابق عن ولاية لاغوس الذي أصبح وزير الأشغال، وبود جورج، الرئيس الجنوبي الغربي لحزب الشعب الديمقراطي.
في عام 2006، حاول تينوبو إقناع نائب رئيس نيجيريا آنذاك أتيكو أبو بكر بأن يصبح رئيسًا لحزب مؤتمر العمل (AC) الذي ينتمي إليه. وكان أبو بكر، الذي كان عضوًا في حزب الشعب الديمقراطي (PDP)، قد ساءت الأمور مؤخرًا بينه وبين الرئيس أولوسيجون أوباسانجو بشأن طموح أبو بكر توليه السلطة بعد أوباسانجو كرئيس. عرض تينوبو على أبو بكر فرصة تغيير الأحزاب والانضمام إلى حزب مؤتمر العمل، وعرض عليه ترشيح حزبه للرئاسة، بشرط أن يكون تينوبو نائب أتيكو أبو بكر في الانتخابات. رفض أتيكو الاقتراح، وبعد انضمامه إلى الحزب، اختار مرشحًا من الجنوب الشرقي، السناتور بن أوبي. على الرغم من ترشح أتيكو لمنصب الرئاسة على منصة تينوبو في الانتخابات، إلا أن حزب الشعب الديمقراطي فاز بأغلبية ساحقة.
أصبحت العلاقات بين تينوبو ونائب الحاكم فيمي بيدرو متوترة بشكل متزايد بعد أن أعلن بيدرو عن نيته الترشح في انتخابات حاكم ولاية لاغوس. تنافس بيدرو ليصبح مرشح حزب مؤتمر العمل لمنصب الحاكم في انتخابات 2007، لكنه سحب اسمه عشية ترشيح الحزب وانضم إلى حزب العمل مع الاحتفاظ بمنصبه كنائب الحاكم. انتهت فترة ولاية تينوبو كحاكم لولاية لاغوس في 29 مايو 2007، عندما تولى باباتوندي فاشولا المنصب بعد فوزه في الانتخابات.

## قبل تولي الرئاسة (2007 - 2023)

### الانتخابات العامة 2007
بعد الانتصار الساحق لحزب الشعب الديمقراطي (PDP) في عام 2009، خلال انتخابات أبريل 2007، انخرط تينوبو في مفاوضات للجمع بين أحزاب المعارضة المجزأة في "حزب ضخم" قادر على تحدي حزب الشعب الديمقراطي الحاكم آنذاك. وفي مارس 2009، كانت هناك تقارير عن تحديد مؤامرة لاغتيال تينوبو. في فبراير 2013، كان تينوبو من بين العديد من السياسيين الذين أنشأوا حزب "معارضة ضخمة" بدمج أكبر ثلاثة أحزاب معارضة في نيجيريا - مؤتمر العمل النيجيري (ACN)، وحزب المؤتمر من أجل التغيير التقدمي (CPC)، وحزب عموم الشعب النيجري (ANPP)، وفصيل من حزب تحالف كل التقدميين الكبير (APGA) و حزب الشعب الديمقراطي الجديد (nPDP)، وفصيل من حزب الشعب الديمقراطي الحاكم آنذاك - مما أدى إلى إنشاء حزب مؤتمر جميع التقدميين (APC).

### حزب مؤتمر جميع التقدميين
في عام 2014، دعم تينوبو رئيس الدولة العسكري السابق الجنرال محمد بخاري، والذي كان زعيم المؤتمر من أجل التغيير في حزب المؤتمر الشعبي العام - الذي كان شعبية ومتابعة واسعة النطاق في شمال نيجيريا، وكان قد خاض سابقًا الانتخابات الرئاسية لعام 2003 و 2007 و 2011 كمرشح رئاسي في حزب عموم الشعب النيجري ولاحقاً في حزب المؤتمر من أجل التغيير التقدمي. أراد تينوبو في البداية أن يصبح النائب المرشح لبخاري، لكنه تنازل لاحقًا لصالح ييمي أوسينباجو، حليفه ومفوض العدل السابق في ولاية لاغوس. في عام 2015، قاد بخاري حزب مؤتمر جميع التقدميين للفوز، منهياً حكم الحزب الشعب الديمقراطي الذي استمر 16 عامًا، وكانت المرة الأولى التي يخسر فيها رئيس نيجيري حالي أمام مرشح معارض.
لعب تينوبو دورا مهما في إدارة بخاري، ودعم سياسات الحكومة والتمسك بزمام الحزب، بدلاً من طموحه الرئاسي الذي طالما ترددت شائعاته. في عام 2019، دعم حملة إعادة انتخاب بخاري التي هزمت مرشح حزب الشعب الديمقراطي أتيكو أبو بكر. في عام 2020، بعد أزمة حزبية داخلية أدت إلى إزالة حليف تينوبو ورئيس الحزب آدامز أوشيومول، يُعتقد أن هذه الخطوة كانت لإفشال آفاق تينوبو الرئاسية قبل عام 2023.

### 2023 الانتخابات الرئاسية
في 10 يناير 2022، قدم تينوبو إعلانه الرسمي عن ترشحه لمنصب الرئيس.
في 8 يونيو 2022، فاز تينوبو في الانتخابات التمهيدية لحزب مؤتمر جميع التقدميين، حيث سجل 1,271، ليهزم نائب الرئيس ييمي أوسينباجو وروتيمي أمايتشي اللذين سجلا 235 و 316 على التوالي.
في 1 مارس 2023، أعلنت اللجنة الانتخابية الوطنية المستقلة فوز تينوبو بالانتخابات الرئاسية لعام 2023. تم إعلانه رئيسًا منتخبًا بعد أن حصل على 8,794,726 صوتًا لهزيمة خصومه. وحصل أتيكو أبو بكر من حزب الشعب الديمقراطي المعارض على 6,984,520 صوتا، بينما حصل بيتر أوبي من حزب العمل على 6,101,533 صوتًا ليأتي في المركز الثالث.

### الرئاسة (2023 إلى الوقت الحاضر)
بدأ تينوبو رئاسته دستوريًا في 29 مايو 2023. وأدى اليمين كرئيس لنيجيريا من قبل رئيس قضاة نيجيريا ألوكايودي أريوولا في الساعة 10:41 صباحًا (بتوقيت غرب أفريقيا) في حفل التنصيب الذي أقيم في ساحة "إيغل سكوير" في أبوجا. حضر العديد من رؤساء الدول والحكومات مراسم أداء اليمين. مُنح تينوبو أعلى وسام وطني للقائد الأكبر لوسام الجمهورية الاتحادية من سلفه محمدو بخاري، ونائبه كاشم شتيما مع ثاني أعلى وسام شرف للقائد الأكبر لوسام النيجر في 25 مايو 2023.